# Tephrina subarenacearia
Tephrina subarenacearia är en fjärilsart som beskrevs av Pieter Cornelius Tobias Snellen 1887. Tephrina subarenacearia ingår i släktet Tephrina och familjen mätare. Inga underarter finns listade i Catalogue of Life.